# Démarreur (électricité)

Un démarreur est un dispositif électronique destiné à limiter le courant absorbé par un moteur électrique durant son démarrage.
Il remplace les démarreurs à technologie électromagnétique ( étoile/triangle, résistances statoriques,autotransformateur ).